# Truneng (Slahung)
Truneng is een bestuurslaag in het regentschap Ponorogo van de provincie Oost-Java, Indonesië. Truneng telt 843 inwoners (volkstelling 2010).